# Nigerianische Fußballnationalmannschaft (U-20-Frauen)
Die nigerianische U-20-Fußballnationalmannschaft der Frauen repräsentiert Nigeria im internationalen Frauenfußball. Die Nationalmannschaft untersteht der Nigeria Football Federation und wird von Christopher Danjuma Musa trainiert. Der Spitzname der Mannschaft ist Falconets.
Die Mannschaft tritt beim Afrika-Cup, den Afrikaspielen und der U-20-Weltmeisterschaft für Nigeria an. Als Sieger aller bisherigen Austragungen des Afrika-Cups ist das Team die erfolgreichste U-20-Nationalmannschaft in Afrika. Den bislang größten Erfolg feierte die nigerianische U-20-Auswahl bei den U-20-Weltmeisterschaften 2010 und 2014, als sie jeweils hinter Deutschland Vize-Weltmeister wurde.

## Turnierbilanz

### Weltmeisterschaft
| Jahr   | Gastgeber       | Platzierung      |
| ------ | --------------- | ---------------- |
| 2002   | Kanada          | Gruppenphase     |
| 2004   | Thailand        | Viertelfinale    |
| 2006   | Russland        | Viertelfinale    |
| 2008   | Chile           | Viertelfinale    |
| 2010   | Deutschland     | Vize-Weltmeister |
| 2012   | Japan           | Halbfinale       |
| 2014   | Kanada          | Vize-Weltmeister |
| 2016   | Papua-Neuguinea | Gruppenphase     |
| 2018   | Frankreich      | Viertelfinale    |
| 2020 1 | Costa Rica 1    | – 1              |
| 2022   | Costa Rica      | Viertelfinale    |
| 2024   | Kolumbien       | Achtelfinale     |

### Africa-Cup
| Jahr   | Gastgeber             | Platzierung        |
| ------ | --------------------- | ------------------ |
| 2002   | Hin- und Rückspiele   | Afrikameister      |
| 2004   | Hin- und Rückspiele   | Afrikameister      |
| 2006   | Hin- und Rückspiele   | Halbfinal-Sieger 2 |
| 2008   | Hin- und Rückspiele   | Halbfinal-Sieger 2 |
| 2010   | Hin- und Rückspiele   | Halbfinal-Sieger 2 |
| 2012   | Hin- und Rückspiele   | Halbfinal-Sieger 2 |
| 2014   | Hin- und Rückspiele   | Halbfinal-Sieger 2 |
| 2015   | Hin- und Rückspiele   | Halbfinal-Sieger 2 |
| 2018   | Hin- und Rückspiele   | Halbfinal-Sieger 2 |
| 2020 3 | Hin- und Rückspiele 3 | – 3                |
| 2022   | Hin- und Rückspiele   | Halbfinal-Sieger 2 |

### Afrikaspiele
| Jahr | Gastgeber                    | Platzierung        |
| ---- | ---------------------------- | ------------------ |
| 2003 | Nigeria                      | Sieger 4           |
| 2007 | Algerien                     | Sieger 4           |
| 2011 | Mosambik                     | nicht qualifiziert |
| 2015 | Demokratische Republik Kongo | Halbfinale 4       |
| 2019 | Marokko                      | Sieger             |